# Base Aérea de Santos
A Base Aérea de Santos - BAST, (IATA: SSZ, ICAO: SBST), é uma base da Força Aérea Brasileira localizada no distrito de Vicente de Carvalho, município do Guarujá, no litoral do estado de São Paulo. Até que as obras previstas sejam concluídas , a operação de aeronaves civis para reabastecimento só pode ser possível mediante autorização do comandante da Base Aérea de Santos.

## Aeroporto Civil Metropolitano
Em junho de 2015, Guarujá recebeu concessão para um aeroporto comercial na cidade, nomeado Aeródromo Civil Metropolitano de Guarujá e de forma mais abrangente Aeródromo Civil Metropolitano da Baixada Santista. A nova estrutura dividirá espaço com a BAST e terá a ampliação da pista de pouso e decolagem. A expectativa inicial era que o aeródromo fosse inaugurado com as novas instalações em 2016 com 20 voos diários. Porém, apenas em dezembro de 2021 um acordo entre a Secretaria Nacional de Aviação Civil ligada ao Ministério da Infraestrutura e a prefeitura do Guarujá, através de um termo de compromisso, autorizou o lançamento de editais para as obras. Após outros atrasos, o lançamento dos editais foi previsto para setembro/2022 para que os voos comerciais ocorram a partir de julho/2023.
Em 14/04/2025, foram entregues a reforma e adequação da pista de pousos e decolagens, as pistas A, B e C de taxiamento, o sistema de drenagem, a implantação de cerca operacional e as barreiras de proteção de fauna. O futuro terminal de passageiros terá arquitetura modular, de formato retangular, sendo 495,28 m² de área construída e 286,41m² de área útil. Após o final das obras, o aeroporto deve passar por processo de homologação junto aos órgãos competentes e deverá passar a operar regularmente no início de 2026. A previsão é que o aeroporto opere com aeronaves da categoria 2B, como os modelos Grand Caravan C208B, Super KingAir 350 e ATR 42-600, chegando a transportar, no início das operações, até 50 passageiros por voo.

## Unidades aéreas
Em 2005, operava na Base Aérea de Santos a seguinte unidade da FAB:
- 1° Esquadrão do 11° Grupo de Aviação (1º/11º GAv), o Esquadrão Gavião, com helicópteros Helibrás HB-350B Esquilo helicóptero

No ano de 2006, a Base Aérea virou "Núcleo", tendo em vista que o 1º/11º GAv foi transferido para Base Aérea de Natal. No ano de 2015, voltou a condição de Base Aérea, transformando-se em aeródromo de desdobramento e apoiando as demais unidades aéreas da FAB, Marinha do Brasil e Exército Brasileiro, quando em deslocamento ou treinamento em sede.

## Acidentes e Incidentes
No dia 13 de agosto de 2014, uma aeronave Cessna Citation modelo 560 XLS+, prefixo PR-AFA caiu após arremeter devido às condições climáticas desfavoráveis ao pouso. A aeronave levava o político Eduardo Campos e mais seis ocupantes, incluindo dois pilotos. Eduardo Campos estava em campanha presidencial na ocasião do acidente, nenhum dos ocupantes sobreviveu.

## Ordem do Mérito Militar
Desde 1990 porta a insígnia da Ordem do Mérito Militar, concedida pelo presidente Fernando Collor.